# تشيس دانيال
تشيس دانيال (بالإنجليزية: Chase Daniel) هو لاعب كرة قدم أمريكية أمريكي، ولد في 7 أكتوبر 1986 في إيرفينغ في الولايات المتحدة.

## وصلات خارجية
- تشيس دانيال على موقع مرجع كرة القدم المحترفة.كوم (الإنجليزية)